# Kıvanç Tatlıtuğ
Kıvanç Tatlıtuğ (török kiejtése:  [kɯvantʃ tatɫɯtuː]; Adana, 1983. október 27. –)  török színész és modell, korábban kosárlabda-játékos. Törökország egyik legjobban fizetett színésze. Számos díjat nyert, köztük három Arany Pillangó-díjat és egy Yeşilçam mozi-díjat. Tatlıtuğ 2002-ben megnyerte a Törökország legjobb modellje és a világ legjobb modellje versenyeket. Tatlıtuğ Törökország vezető színészévé vált, és számos rendkívül sikeres televíziós sorozatban szerepelt, köztük a Menekşe ile Halil ( 2007–2008), Tiltott szerelem (2008–2010), Kuzey Güney: Tűz és víz(2011–2013) és Bosszú vagy szerelem (2016–2017), amelyek mind kritikai elismerést és nemzetközi elismerést váltottak ki.

## Fiatalkora
Tatlıtuğ 1983. október 27-én született Adanában, Erdem és Nurten Tatlıtuğ családjában. Apja albán és bosnyák származású Pristina városából. A Yenice Çağ magángimnáziumban tanult, ahol kiválóan teljesített a kosárlabdában. Apja betegsége miatt a család Isztambulba költözött, hogy apja megfelelő kezelést kaphasson. Isztambulban a Beşiktaş, a Fenerbahçe, az Ülkerspor, a "Fiskobirlik", a "Güney Sanayi", a "Çukurova Kulübü", a "Devlet Su İşleri" és a "Tarsus Amerikan Kulübü" klubokhoz csatlakozott profi U18-as kosárlabdázóként. Lábsérülése miatt abbahagyta a kosárlabdát. 2013-ban diplomázott az Isztambuli Kultur Egyetemen. 2016. február 19-én feleségül vette Başak Dizer stylistot a párizsi török nagykövetségen.

## Pályafutása
Kıvanç adott otthont néhány előadásnak. Ő játszotta az Igazgyöngy című sorozatban Mehmet Şadoğlu szerepét. Ezt a sorozatot Magyarországon először a Viasat 3 csatorna mutatta be. Az Amerikaiak a Fekete-tengeren című vígjátékban játszott, amelyet Kartal Tibet rendezett. Szerepelt más műsorokban is, például a Menekşe ile Halil-ban, ahol Sedef Avcı mellett játszott. A  Tiltott szerelem című sorozatban Kıvanç játszotta a főszerepet Beren Saattal. Ezt a sorozatot Magyarországon elsőként a TV2 kereskedelmi csatorna mutatta be. Ő volt Ken hangja a Toy Story 3 török szinkronizált változatához.
A fordulópont Tatlıtuğ karrierje volt, amikor játszott, mint Sekiz az első, magyar szinkronnal is bemutatott török sorozatban, az Ezel című televíziós sorozatban. Ezt a sorozatot hazánkban az RTL Klub kereskedelmi csatorna mutatta be. 2011 óta Kuzey Tekinoğlu-t alakította a Kanze D drámasorozatában, a Kuzey Güney - Tűz és vízben, amelyet Magyarországon a SuperTV2 mutatott be. A Tiltott szerelemben és a "Kuzey Güney"-ben nyújtott teljesítményéért két Arany Pillangó-díjat nyert a főszereplő főszerepben. Tatlıtuğ játszott a költő Muzaffer Tayyip Uslu a dráma film Kelebeğin Rüyası a Farah Zeynep Abdullah. Kıvanç Tatlıtuğ Muzaffer Tayyip Usl-ként nyújtott teljesítményéért elnyerte a Yeşilçam Cinema Awards díját a legjobb színész szerepében és más díjakat. Később a Kurt Seyit ve Şura című tévésorozatban szerepelt Farah Zeynep Abdullah mellett 2014-ben és a Bosszú vagy szerelemben Tuba Büyüküstün oldalán 2016-2017-ben, mint Cesur Alemdaroğlu. A Bosszú vagy szerelem című sorozatot Magyarországon a TV2 kereskedelmi csatorna sugározta.

## Filmográfia

### Film
| Év   | Cím                                         | Szerep               | Megjegyzések |
| ---- | ------------------------------------------- | -------------------- | ------------ |
| 2007 | Amerikaiak a Fekete-tengernél               | Muzaffer             | Főszerep     |
| 2010 | Toy Story 3. (török szinkronizált változat) | Ken                  | Szinkronhang |
| 2013 | Kelebeğin Rüyası                            | Muzaffer Tayyip Uslu | Főszerep     |
| 2018 | Hadi Be Oğlum [20]                          | Ali                  | Főszerep     |
| 2018 | Szervezze meg az İşler 2-t: Sazan Sarmalı   | Sarı Saruhan         |              |

### Televízió
| Év        | Cím                                                                           | Szerep                 | Megjegyzések                                    |
| --------- | ----------------------------------------------------------------------------- | ---------------------- | ----------------------------------------------- |
| 2005–2007 | Igazgyöngy (Gümüş) – Viasat 3                                                 | Mehmet Şadoğlu         | Főszerep, magyar hang: Bozsó Péter              |
| 2006      | Acemi Cadi                                                                    | Kıvanç Tatlıtuğ        | Egy epizód                                      |
| 2007–2008 | Menekşe ile Halil                                                             | Halil Tuğlu            | Főszerep                                        |
| 2008–2010 | Tiltott szerelem (Aşk-ı Memnu) – TV2                                          | Behlül Haznedar        | Főszerep, magyar hang: Makranczi Zalán          |
| 2010      | Ezel (Ezel) – RTL Klub                                                        | Sekiz / Ramiz Karaeski | Kevés epizód, magyar hang: Csík Csaba Krisztián |
| 2011–2013 | Kuzey Güney – Tűz és víz (Kuzey Güney) – SuperTV2                             | Kuzey Tekinoğlu        | Főszerep, magyar hang: Makranczi Zalán          |
| 2014      | Szerelemben, háborúban – (Kurt Seyit ve Şura) – RTL Klub, Duna (televízióadó) | Kurt Seyit             | Főszerep, magyar hang: Pál András               |
| 2016–2017 | Bosszú vagy szerelem (Cesur ve Güzel) – TV2                                   | Cesur Alemdaroğlu      | Főszerep, magyar hang: Makranczi Zalán          |
| 2018–2019 | Megtörve (Çarpışma) – RTL Klub                                                | Kadir Adalı            | Főszerep, magyar hang: Makranczi Zalán          |
| 2023–2024 | A család – Izaura TV                                                          | Aslan Soykan           | Főszerep, magyar hang: Makranczi Zalán          |

## Díjak és jelölések
| Év   | Díj                                                   | Kategória                             | Jelölt                          | Eredmény |
| ---- | ----------------------------------------------------- | ------------------------------------- | ------------------------------- | -------- |
| 2002 | Törökország legjobb modellje                          | -                                     | Önmaga                          | Nyerte   |
| 2002 | A világ legjobb modellje                              | -                                     | Önmaga                          | Nyerte   |
| 2009 | Galatasaray Egyetem                                   | Legjobb színész                       | Tiltott szerelem                | Nyerte   |
| 2009 | İstek Özel Semiha Şakir középiskola                   | Legjobb színész                       | Tiltott szerelem                | Nyerte   |
| 2009 | İstanbul Aydın Egyetem                                | Legjobb színész                       | Tiltott szerelem                | Nyerte   |
| 2009 | Beykent Egyetem                                       | Legjobb színész                       | Tiltott szerelem                | Nyerte   |
| 2009 | 36. Arany Pillangó Díjak                              | Legjobb színész                       | Tiltott szerelem                | Nyerte   |
| 2010 | Elle stílusdíjak                                      | Legstílusosabb színész                | Tiltott szerelem                | Nyerte   |
| 2011 | 10. Yıldız Műszaki Egyetemi Díjak                     | Legjobb színész                       | Kuzey Güney – Tűz és víz        | Nyerte   |
| 2011 | Rádió Televíziós Újságírók Szövetsége (RTGD Oscar)    | Az év színésze                        | Kuzey Güney – Tűz és víz        | Nyerte   |
| 2012 | Galatasaray Egyetem Üzleti Klubja                     | Az év legjobb tévés színésze          | Kuzey Güney – Tűz és víz        | Nyerte   |
| 2012 | 39. Arany Pillangó Díjak                              | Legjobb színész                       | Kuzey Güney – Tűz és víz        | Nyerte   |
| 2012 | 11. ROTABEST Díjak                                    | Az év legjobb tévés színésze          | Kuzey Güney – Tűz és víz        | Nyerte   |
| 2012 | Esenler Önkormányzat                                  | A legjobb tévés színész [22]          | Kuzey Güney – Tűz és víz        | Nyerte   |
| 2012 | Burç Anadolu Kommunikációs Szakközépiskolai Díjak     | Legjobb színész                       | Kuzey Güney – Tűz és víz        | Nyerte   |
| 2012 | A magazin minősége                                    | Legjobb színész                       | Kuzey Güney – Tűz és víz        | Nyerte   |
| 2012 | Çanakkale Onsekiz Mart Egyetem                        | A legjobban csodált tévés színész     | Kuzey Güney – Tűz és víz        | Nyerte   |
| 2012 | MGD 18. Arany Objektív Díjak                          | Az év legjobb tévés drámai színésze   | Kuzey Güney – Tűz és víz        | Nyerte   |
| 2013 | 11. Yıldız Műszaki Egyetemi Díjak                     | A legjobban csodált tévés színész     | Kuzey Güney – Tűz és víz        | Nyerte   |
| 2013 | 20. ITÜ EMÖS Achievement Awards                       | Az év legsikeresebb színésze          | Kuzey Güney – Tűz és víz        | Nyerte   |
| 2013 | Yeditepe Egyetemi Díjak                               | Legjobb színész                       | Kuzey Güney – Tűz és víz        | Nyerte   |
| 2013 | TelevizyonDizisi.com A legjobb díjak                  | Legjobb színész                       | Kuzey Güney – Tűz és víz        | Nyerte   |
| 2013 | MGD 19. Arany Objektív Díjak                          | Legjobb filmszínész                   | Kelebeğin Rüyası                | Nyerte   |
| 2013 | 18. Sadri Alışık-díjak                                | Az év legsikeresebb színésze          | Kelebeğin Rüyası                | Nyerte   |
| 2013 | A MEF év középiskolai kitüntetései                    | Legkitűnőbb színész                   | Kelebeğin Rüyası                | Nyerte   |
| 2014 | Milliyet Sanat Journal Readers Awards                 | Legjobb színész                       | Kelebeğin Rüyası                | Nyerte   |
| 2014 | 46. Török Filmkritikusok Szövetségének díjai          | Legjobb színész                       | Kelebeğin Rüyası                | Nyerte   |
| 2016 | GQ Turkey Awards                                      | Legjobb színész                       | Bosszú vagy szerelem            | Nyerte   |
| 2017 | TelevizyonDizisi.com A legjobb díjak                  | Legjobb tévés pár (Cesur - Sühan)     | Bosszú vagy szerelem            | Nyerte   |
| 2017 | Sayidaty Magazine Awards                              | Legjobb színész                       | Bosszú vagy szerelem            | Nyerte   |
| 2017 | Szöuli Nemzetközi Drámadíjak                          | Legjobb színész                       | Bosszú vagy szerelem            | Jelölt   |
| 2017 | Dubai Nemzetközi Arab Fesztivál                       | Legjobb tévés pár                     | Bosszú vagy szerelem            | Nyerte   |
| 2017 | 44. Golden Butterfly Awards                           | Csodaalkotók                          | -                               | Nyerte   |
| 2018 | Isztambul Kültür Egyetem (İKÜ) Karrier-tiszteletdíjak | Az év legcsodáltabb színésznője       | Hadi Be Oğlum                   | Nyerte   |
| 2018 | 2. Boszporusz-díj                                     | Legjobb színész                       | Hadi Be Oğlum                   | Nyerte   |
| 2018 | DORinsight Awards                                     | Az év legjobb színésze                | Megtörve                        | Nyerte   |
| 2018 | 17. Yıldız Műszaki Egyetemi Díjak                     | A legjobban csodált tévés színész     | Megtörve                        | Nyerte   |
| 2019 | A MEF év középiskolai kitüntetései                    | Legkitűnőbb színész                   | Megtörve                        | Nyerte   |
| 2019 | 13. Galatasaray Egyetem A legjobb díjak               | Az év legjobb tévé- / filmszínésze    | Megtörve / Hadi Be Oğlum        | Nyerte   |
| 2019 | 24. Sadri Alışık-díj                                  | Az év legsikeresebb vígjáték-színésze | Organize İşler 2: Sazan Sarmalı | Nyerte   |

## Fordítás
- Ez a szócikk részben vagy egészben  a   Kıvanç Tatlıtuğ című angol Wikipédia-szócikk ezen változatának fordításán alapul.  Az eredeti cikk szerkesztőit annak laptörténete sorolja fel. Ez a jelzés csupán a megfogalmazás eredetét és a szerzői jogokat jelzi, nem szolgál a cikkben szereplő információk forrásmegjelöléseként.